# WestLake-Gladstone
WestLake-Gladstone es un municipio canadiense situado en la provincia de Manitoba.

## Superficie
WestLake-Gladstone tiene una superficie de 1909,82 km².

## Demografía
En 2021, tenía 3273 habitantes, una densidad poblacional de 1,7 hab./km², y 1216 viviendas.